# Oliver Belmont
Oliver Hazard Perry Belmont (ur. 12 listopada 1858 w Nowym Jorku, zm. 10 czerwca 1908 w Hempstead) – amerykański polityk, członek Partii Demokratycznej.

## Działalność polityczna
W okresie od 4 marca 1901 do 3 marca 1903 przez jedną kadencję był przedstawicielem 13. okręgu wyborczego w stanie Nowy Jork w Izbie Reprezentantów Stanów Zjednoczonych.
Jego rodzicami byli Caroline Slidell Perry i August Belmont, a bratem Perry Belmont.